# Thierry Vidé
 (novembre 2017).
 (octobre 2017).
Si vous disposez d'ouvrages ou d'articles de référence ou si vous connaissez des sites web de qualité traitant du thème abordé ici, merci de compléter l'article en donnant les références utiles à sa vérifiabilité et en les liant à la section « Notes et références ».
Thierry Vidé, né le 19 février 1938 à Nantes et mort le 1er octobre 2021 à L'Île-d'Yeu, est un sculpteur français travaillant le métal perforé. 
Passionné dès son plus jeune âge par la transparence, l’espace et la matière, il commence une formation aux Beaux-Arts de Nantes en 1958, puis en 1963, il intègre celle de Paris. En 1967, il crée sa propre société « Atelier Thierry Vidé » qui lui permet de réaliser ses œuvres.

## Biographie
Dès les années 1970, Thierry Vidé évolue et collabore dans le milieu de théâtre, du cinéma et de la publicité. Cette collaboration lui permet d’expérimenter de nouveaux matériaux, d’enrichir et de tester de nouvelles formes de sculptures.
Il se sert de son environnement pour créer sa sculpture qui est l’expression l'évolution vers l’espace. Il développe en 1986 le concept de l’holotramie : ce sont l’assemblage du plein et du vide grâce à la superposition de trames d’inox perforées qui permettent de composer un volume fluide et transparent dans l’espace. Cette superposition crée un effet moiré qui lui permettent d’exprimer sa créativité. 
Il est lauréat du concours pour le Parvis de la Défense : composition holotramique éphémère « Couleur Espace » de 100 m de longueur sur 24 m de haut créée pour le sommet des pays industrialisés, à l’occasion de l’inauguration de la Grande Arche et du bicentenaire de la Révolution française. 
Il est connu pour avoir gagné le concours[Lequel ?] en 1992, pour une sculpture sur la place d'Italie qui peut se voir des cinq avenues partant en étoile de la place. Ce projet a représenté trois années de travail et de collaboration avec le cabinet de Kenzō Tange. La sculpture mesure 25 mètres de haut. 
La sculpture Envol, illuminée la nuit, est la représentation abstraite de l'envol d'un oiseau. Elle est installée place Adano au Japon[Où ?].
C’est avec son fils aîné Jean-Sébastien qu’il aboutit et développe ses sculptures, la plupart du temps monumentales. Jean-Sébastien Vidé continue aujourd’hui le développement avec son frère Félicien Vidé d’une gamme de luminaires contemporains dans la continuité de la sculpture sous le nom de Thierry Vidé Design.

## Concept de l’holotramie
L’holotramie est le résultat de ses recherches sur l’apesanteur. Il multiplie le plein et le vide en superposant des trames d’inox perforées, naturelles ou colorées, pour composer un volume fluide et transparent dans l’espace. Il dépose le brevet en 1986 avec son fils Jean-Sébastien.
Par la fusion de la matière et de l’air, l’holotramie devient un capteur de la lumière artificielle ou solaire d’où un effet moiré.
Il introduit sa sculpture dans le milieu industriel et architectural urbain. Ainsi, en 2006, Il réalise pour la ville de Bois-Colombes la colonne Onde.

## Thierry Vidé Design
Thierry Vidé Design rassemble une équipe qui perpétue une continuité du travail de Thierry Vidé depuis 20 ans. L’entreprise collabore avec des architectes aussi bien en France qu’à l’étranger ainsi que pour le compte de grandes entreprises multinationales.
Ils créent et fabriquent des luminaires haut de gamme contemporains en utilisant de l’inox perforé.
La transparence est un point commun de toutes leurs sculptures. En effet, la lumière fait partie intégrante des œuvres de l'entreprise.

## Réalisations

### Années 1970
- 1976 : Expositions Jeune Sculpture sur l’avenue des Champs-Élysées, ainsi qu'à la Commanderie des Templiers
- 1977 : Exposition et prix de la Jeune Sculpture
- 1978 : Expositions Jeune Sculpture, Réalités Nouvelles et Paris Sculpture
- 1979 : Exposition Jeune Sculpture

### Années 1980
- 1980 : Lauréat du concours « Symbole pour la ville de Melbourne », Australie.
- 1980 : Achat d’un Envol Statique par le musée d’art moderne / Ministère de la culture.
- 1982 : Création et réalisation de deux bas-reliefs en bronze de 10 m x 3 m pour le Ministère de la Défense d’Alger, 1984.
- 1982 : Grand Palais, Exposition Comparaisons.
- 1982 : Sculpture « Envol Statique ».
- 1982 : Rencontre avec l’ingénieur Peter Rice.
- 1983 : Projet d’une sculpture « Envol statique » pour une école d’ingénieur à Metz.
- 1986 : Début de la collaboration de Jean-Sébastien Vidé.
- 1987 : Dépôt du brevet « Holotrame » par Thierry et Jean-Sébastien Vidé.
- 1987 : Cité des sciences de la Villette : « Homme vitamine », une sculpture Holotramique pour Hoffman Laroche.
- 1987 : Cité des Sciences de la Villette : 12 sculptures Holotramiques de 3 x 3 m symbolisant l’homme à travers les industries de pointes pour l’exposition Eurêka l'Europe. Scénographie : Patrick Gros. Parution : Le Figaro magazine No 13271.
- 1987 : Création et réalisation d’une sculpture Holotramique symbolisant la société Américaine Bendix.
- 1988 : Sculpture Holotramique « Formule 1 » symbolisant la naissance de l’automobile dans le cadre d’une promotion Peugeot chez les concessionnaires.
- 1988 : Sculpture Holotramique exposée au Musée de l'entreprise Chocolat Poulain à Blois.
- 1988 : Cité des sciences de La Villette : exposition « Le matin des molécules » création d’une sculpture symbolisant la recherche sur les molécules de J.M Lens, prix Nobel de chimie.
- 1988 : Société Général Motors : création d’une sculpture Holotramique « Concept de système Général Motors ».
- 1989 : Grande halle de La Villette pour l’exposition « Inventer 1989 ». Présentation du projet « La Bastille Ailleurs » et interprétation Holotramique du symbole de l’exposition.
- 1989 : Salon du Bourget, Pavillon Thomson, sculpture Holotramique éphémère, symbolisant « Le Radar » (7 m x 7 m).
- 1989 : Lauréat du concours pour le Parvis de la Défense : composition Holotramique éphémère « Couleur Espace » de 100 m de longueur sur 24 m de haut créée pour le sommet des pays industrialisés, à l’occasion de l’inauguration de la grande Arche et du bicentenaire de la Révolution française.
- 1989 : Renault : œuvre symbole sur le thème de la sécurité, métal déployé peint 3 m x 3 m.
- 1989 : Planète Magique : création d’un espace Holotramique de 300 m2 à l’entrée du parc d’attractions, dans l’ancien Théâtre de la Gaité Lyrique de Paris.

### Années 1990
- 1991 : Sculpture « couleur Espace no 2 » pour l’immeuble Cristal à Saint-Quentin-en-Yvelines, architecte J.M Charpentier, maître d’ouvrage Sercib Promotion.
- 1992 : Projet Apple Expo 92 « l’ordinateur ».
- 1992 : Concours de sculpture pour la bifurcation des autoroutes A6-A46 demandé par la société des autoroutes Paris – Rhin-Rhône.
- 1992 : Exposition « La ville et la lumière » à la Défense : Galerie de l’Esplanade et galerie Art 4. Présentation de la maquette en lumière de la sculpture de la place d’Italie et de la composition Holotramique « Couleur espace ».
- 1992 : Projet de sculpture pour le nouveau centre d’affaires de Roissy. Architecte a.r.t.e. J.M. Charpentier, paysagiste PH. Thébaud, maître d’ouvrage Kauffman & Broad.
- 1992 : Galerie Différence : exposition de sculptures Holotramiques.
- 1992 : Projet d’une sculpture pour un nouveau quartier d’Issy-les-Moulineaux. Architecte a.r.t.e. J.M Charpentier, maître d’ouvrage Kauffman & Broad.
- 1992 : Projet d’une sculpture pour la Fondation Ibrahim Hussein, en Malaisie.
- 1994 : Projet d’une sculpture pour la Z.A.C. Dupleix à Paris. Architecte J.F Jodry.
- 1994 : Commande d’une sculpture sur le thème des oiseaux pour le Futuroscope de Poitiers, France.
- 1996 : Commande d’une sculpture Holotramique monumentale pour la ville d’Hadano, Japon. Projet produit par Sylvestre Verger, S.V.O ART.
- 1996 : Concours de sculpture pour l’esplanade de Villeroy à Saint Quentin en Yvelines.
- 1996 : Concours de sculpture pour le Rond-Point du Centre à Saint-Quentin-en-Yvelines.
- 1997 : Audition de plusieurs sculptures-lampes par Verre Lumière, (Philips et Mazda). Parution : La revue Lux no 197.
- 1998 : Sculpture pour l’Atrium de la société UCB à Bruxelles : Bureau d’architecture Assar Bruxelles. Parution dans l’ouvrage : UCB Center by ASSAR, éditions Images Publishing.
- 1999 : Commande d’une sculpture pour l’atrium de la société Alcatel à Paris : Bureau d’architecture A.r.t.e J.M. Charpentier. Parution : archinews de mars 2000.
- 1999 : Projet d’une grille mobile Porte d’Orléans « Vague de Lumière ».

### Années 2000 à aujourd'hui
- 2000 : Commande d’une Sculpture pour la société France Loisirs à Paris : Bureau d’architecture Inter art.
- 2000 : Commande d’une sculpture à partir d’un morceau du Mur de Berlin « Europa 2001 » pour la collection Sylvestre Verger.
- 2000 : Commande d’une Sculpture pour le Musée de la mine à Forbach exprimant les galeries minières.
- 2000 : Réalisation d’une sculpture pour le symposium de la Fondation Ibrahim Hussein à Langkawi pour le Festival international des arts en Malaisie. Parution dans le New Traits Time du 2 novembre 2000[réf. nécessaire].
- 2001 : Exposition de la sculpture « Europa 2001 » Mur de Berlin, collection Sylvestre Verger, organisé par le musée Wallraf-Richartz-Museum-Berlin dans le musée Josef-Haubrich-Kunsthall-Cologne.
- 2002 : Commande d’une sculpture pour la société Silic à Rungis.
- 2003 : Commande d’une sculpture et de sept signaux pour la société Banimmo à Bruxelles, Belgique.
- 2004 : Projet de sculptures «Brise-vents », pour l’aménagement urbain de la Technopole de Brest. Paysagiste : Laure Quoniam.
- 2005 : Exposition Autoportrait du XXe siècle au Musée du Luxembourg, Paris. Commissaire: Pascal Bonafoux.
- 2005 : Exposition Autoportrait du XXe siècle au Musée des Offices de Florence.
- 2005 : Exposition de la sculpture « Europa 2001 » Mur de Berlin à Séoul, Corée-du-Sud.
- 2005 : Lancement de la collection de colonnes et appliques lumineuses holotramiques, éditées par Multiformes.
- 2007 : Développement de la collection colonnes et appliques
- 2007 : Commande d’une sculpture « Place de la Renaissance» à Bois-Colombes, 92. Installation fin 2006.